# 内田正道
内田 正道（うちだ まさみち）は、江戸時代後期の大名。下総小見川藩の第7代藩主。小見川藩内田家10代。

## 生涯
文政11年（1828年）7月17日、第6代藩主・正容の長男として生まれる。天保8年（1837年）8月14日、父が強制的に隠居させられたため、その跡を継いで藩主となる。天保13年（1842年）12月に叙任する。日光祭祀奉行、大坂城加番などを歴任したが、嘉永4年（1851年）5月7日に死去した。享年24。
弟の正徳が養子として跡を継いだ。

## 系譜
父母
- 内田正容（父）

正室
- 清 ー 五島盛成の娘

子女
- 内田録子 ー 内田正学正室

養子
- 内田正徳 ー 実弟